# 古斯塔沃·多雷斯特
古斯塔沃·多雷斯特（西班牙語：Gustavo Doreste，1960年1月17日—），西班牙男子帆船运动员。他曾代表西班牙参加1980年夏季奥林匹克运动会帆船比赛，获得470级第六名。

## 家庭
哥哥何塞·多雷斯特，弟弟路易斯·多雷斯特。